# Fuchsia chloroloba
Fuchsia chloroloba là một loài thực vật có hoa trong họ Anh thảo chiều. Loài này được I.M.Johnst. mô tả khoa học đầu tiên năm 1939.